# Paul de Vos
Paul de Vos (Hulst, 9 december 1595 - Antwerpen, 30 juni 1678) was een Vlaams barokschilder gespecialiseerd in het schilderen van dieren, jachtscènes en stillevens.

## Toelichting
Paul de Vos was de jongere broer van Cornelis de Vos. Hij ontving zijn opleiding als kunstenaar bij Denis van Hove in 1605. Later heeft hij ook bij David Remeeus, Eduard Snayers en Frans Snyders in de studio gewerkt. In 1620 treedt hij toe tot het Antwerpse Sint-Lucasgilde. Hij werkt een periode samen met zijn zwager Frans Snyders waarna hij een korte tijd met Rubens en Antoon van Dyck heeft samengewerkt. Hij decoreerde onder andere het grafmonument van Filips IV van Spanje. Zijn werk kan precies en kleurrijk worden genoemd.

## Galerij

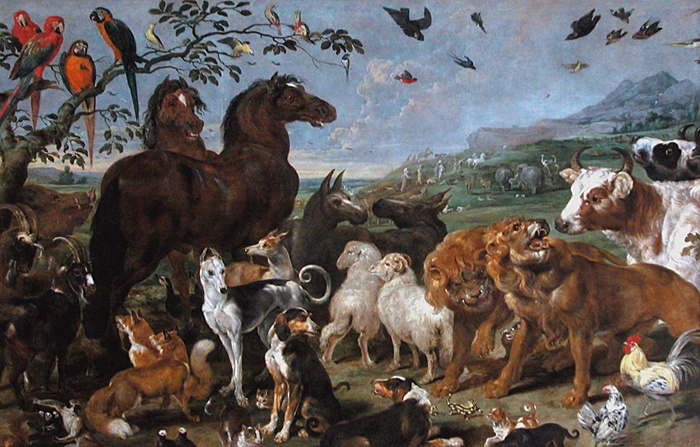
Paul de Vos, Ark van Noah, Olieverf op doek, 3,20 x 2,65 meter, Musée du Louvre, Parijs, Verkregen tijdens revolutie 1796 uit de collectie van de hertog van Orléans
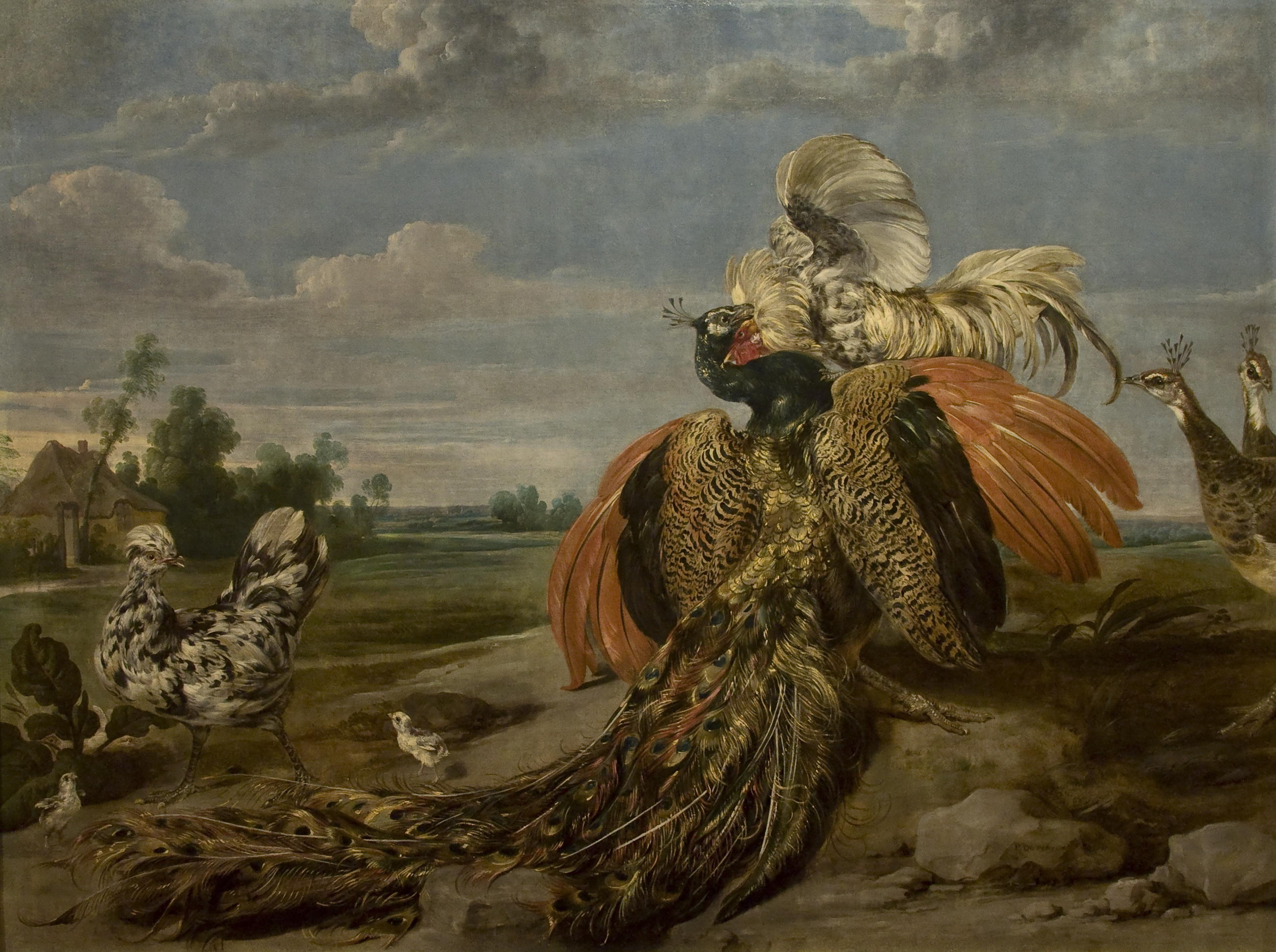
Paul de Vos Vechtende pauw en haan in het Museu Calouste Gulbenkian
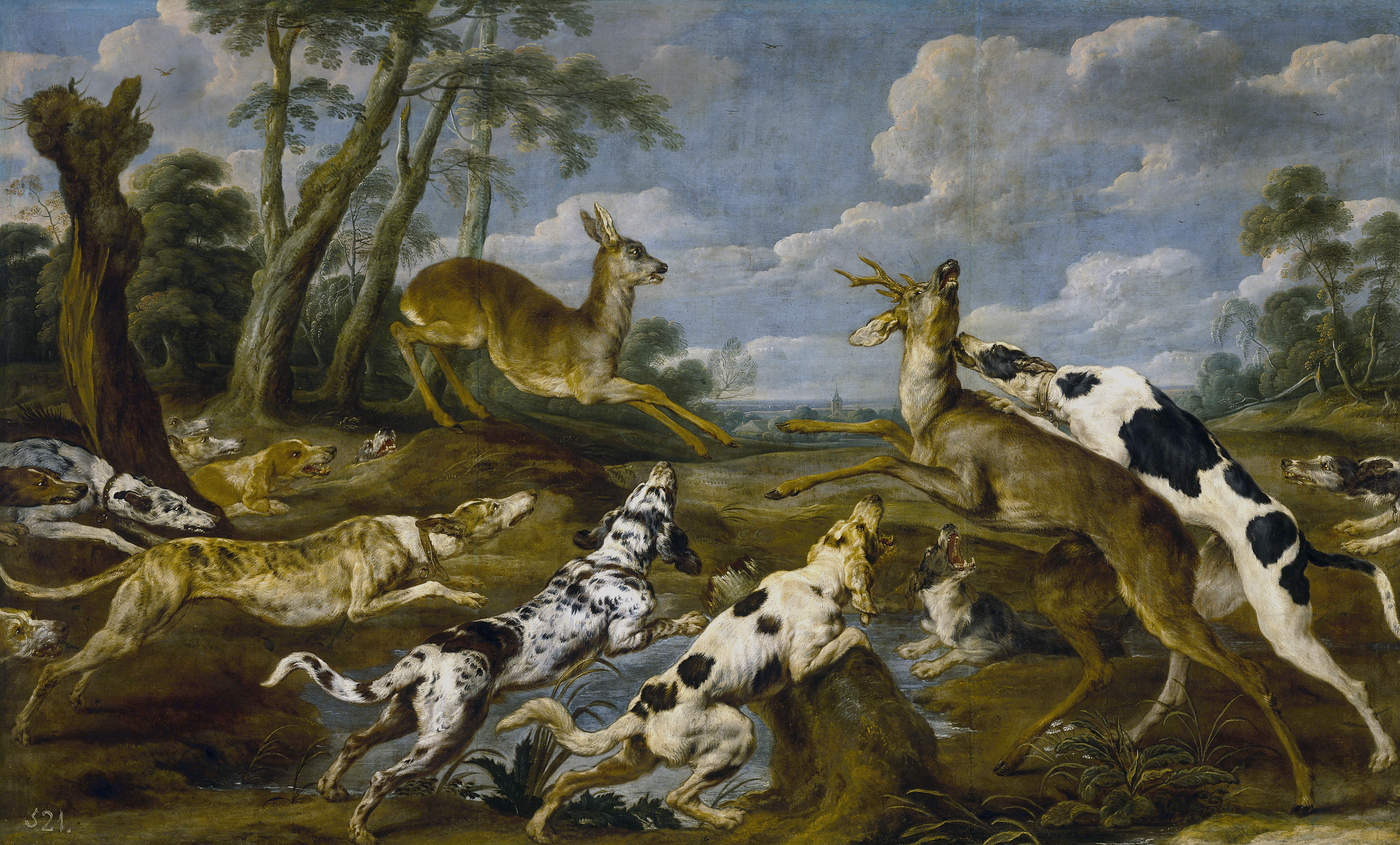
Jachttafereel